# Кантон-Коммуна
Канто́н-Комму́на — село в Благовещенском районе Амурской области, Россия.
Входит в Новотроицкий сельсовет.

## География
Село Кантон-Коммуна расположено на автотрассе областного значения Благовещенск — Свободный.
Расстояние до центра города Благовещенск — около 15 км (на юг).
Административный центр Новотроицкого сельсовета село Новотроицкое находится в 10 км севернее.
На западо-север от села идёт дорога в аэропорт "Игнатьево".

## Население
| 2002 | 2010 | 2012 | 2013 | 2014 | 2015 | 2016 |
| ---- | ---- | ---- | ---- | ---- | ---- | ---- |
| 52   | ↗69  | ↘68  | ↗77  | ↗88  | ↗93  | ↗115 |
| 2017 | 2018 |      |      |      |      |      |
| ↗129 | ↗136 |      |      |      |      |      |

## Инфраструктура
- Сельскохозяйственные предприятия Благовещенского района.